# Kranzberger See
Der Kranzberger See liegt etwas südlich und oberhalb des Hauptorts der Gemeinde Kranzberg im bayerischen Landkreis Freising linksseits der Amper und ist besonders für Familien ein beliebtes Erholungsgebiet. Um den 7,3 ha großen See, der eine östliche Bucht hat, über deren Verbindungskanal ein Steg geschlagen wurde, führt ein 1,4 km langer Rundwanderweg.
Der See entstand nach großflächigem Kiesabbau 1936/38 als Baggersee und wurde aufgrund einer Initiative des Erholungsflächenvereins zum Erholungsgebiet.